# ヨン・ステファンソン
ヨン・ステファンソン（Jon Stefansson）ことヨン・アルノール・ステファンソン（Jón Arnór Stefánsson 原語の発音；ヨーン・アルノル・ステファンッソン、1982年9月21日 - ）は、アイスランドのプロバスケットボール選手。イタリア男子プロバスケットボールリーグ1部セリエAの強豪ベネトン・トレビソ所属。レイキャヴィーク出身。ポジションはシューティングガード。196cm、92kg。日本語でジョン・ステファンソンと表記される事もある。

## 来歴
兄オラフール・ステファンソンはハンドボール選手である。